# Callapa
Callapa es una localidad y municipio de Boliviano, ubicado en el departamento de La Paz. El municipio de Callapa es uno de los ocho municipios que conforman la provincia de Pacajes. La capital del municipio es la localidad de Callapa.  
Según el último censo oficial realizado por el Instituto Nacional de Estadística de Bolivia (INE) en 2012, el municipio cuenta con una población de 7.289 habitantes y está situado a una altitud promedio de 3800 metros sobre el nivel del mar.
El municipio posee una extensión superficial de 1.226 km² y una densidad de población de 5,94 hab/km² (habitante por kilómetro cuadrado).

## Geografía
Callapa se encuentra en el Altiplano boliviano entre las cadenas montañosas andinas de la Cordillera Occidental al oeste y la Cordillera Central al este. El clima de la región es un clima diurno típico, en el que la fluctuación media de las temperaturas diurnas y nocturnas es más pronunciada que la de las fluctuaciones estacionales.
La temperatura media anual en la región es de 8 a 9 °C, los valores mensuales fluctúan solo levemente entre 5 °C en julio y unos buenos 10 °C de noviembre a marzo. La precipitación anual es de casi 400 mm, la precipitación mensual oscila entre menos de 10 mm en los meses de mayo a agosto y 100 mm en diciembre.

## Demografía
De acuerdo con el censo boliviano de 2024, la población del municipio de Callapa es de 7 965 habitantes.
La población del municipio experimentó solo cambios menores entre 1992 y 2024:
| Año  | Habitantes (municipio) | Fuente                  |
| ---- | ---------------------- | ----------------------- |
| 1992 | 7 184                  | Censo boliviano de 1992 |
| 2001 | 8 099                  | Censo boliviano de 2001 |
| 2012 | 7 289                  | Censo boliviano de 2012 |
| 2024 | 7 965                  | Censo boliviano de 2024 |

## Transporte
Callapa se encuentra a 164 kilómetros por carretera al sur de la ciudad de La Paz, capital del departamento del mismo nombre.
Desde La Paz, la carretera asfaltada Ruta 2 conduce trece kilómetros hasta El Alto, de allí la Ruta 1 en dirección sur como vía asfaltada 91 kilómetros hasta Patacamaya. Desde allí, la Ruta 4 se bifurca en dirección suroeste y luego de 57 kilómetros llega al río Desaguadero y Callapa. Desde aquí, la Ruta 4 continúa hacia el oeste hasta el nevado Sajama, la montaña más alta de Bolivia, y Tambo Quemado en la frontera con Chile.